# Tokimeki Tonight
Tokimeki Tonight (ときめきトゥナイト Tokimeki Tunaito?) es un manga escrito e ilustrado por Kōi Ikeno. Fue publicada en la revista manga Ribon de la editorial Shueisha desde julio de 1982 hasta octubre de 1994 y fue un gran éxito comercial. El manga ha tenido 30 millones de copias en total, lo que la ha convertido en una de las series de manga más vendidas en el mundo.

## Trama
Randze Eto, de 15 años, vive en un castillo aislado en Japón con su madre hombre lobo, su padre vampiro y su hermano menor Rinze. A pesar de su linaje, todavía no muestra ninguna habilidad especial y sus padres temen que pueda ser simplemente una chica común y corriente. Un día, el poder innato de Randze finalmente se manifiesta cuando descubre, completamente por accidente, que puede transformarse en una copia de cualquier objeto que muerda, ya sea una persona o un objeto inanimado como un trozo de pan, y puede volver a su estado normal con solo un estornudo . Sus padres están encantados, pero las nuevas habilidades de Randze le impiden seguir viviendo la vida normal de una adolescente.
En su primer día en su nueva escuela, Randze conoce y se enamora del atrevido pero apuesto joven atleta, Shuno Makabe. El problema principal es que los padres de Randze no le permiten salir con un hombre, aunque Xun puede ser mucho más de lo que parece. Además, tiene una feroz rival: la bella pero malvada Yoko Kamiya (hija de un jefe yakuza ), a quien también le gusta Xiong y no está contenta de que Randze esté invadiendo su territorio.

## Personajes

### La familia Eto'o
Randze Eto (江藤蘭世?)
El personaje principal, una chica de 15 años llamada Randze, inicialmente no mostró ninguna habilidad sobrenatural hasta que mordió a Yoko Kamiya y descubrió que tenía poderes vampíricos que le permitían transformarse en quienquiera que mordiera de cierta manera.
Rinze Eto (江藤鈴世?)
El hermano menor de 5 años de Randze que no parece tener habilidades sobrenaturales, pero es el único que puede saber quién es Randze cuando se transforma.
Mori Eto (江藤望里?)
El padre de Randze, un vampiro.
Shiira Eto (江藤椎羅?)
Madre de Randze, el hombre lobo. Ella le prohíbe a Randa salir con chicos humanos.
Peck (ペック?)
Un loro que puede hablar nace en el Mundo Espiritual. La mascota de la familia Eto.

## Medios de comunicación

### Manga
La serie de manga original en Japón tiene 30 volúmenes. En 2006, se habían vendido 26 millones de copias, lo que convirtió a Tokimeki Tonight en uno de los mangas shōjo más vendidos de todos los tiempos. 

#### Tokimeki Midnight
En 2002, se publicó una segunda serie de manga titulada Tokimeki Midnight, también de Koji Ikeno, comenzando en la revista Cookie de Shueisha . Manga Es un recuento alternativo donde los roles se invierten. En 2009, la serie se completó con nueve volúmenes.

#### Tokimeki Tonight: Sore kara
El 26 de mayo de 2021, se lanzó una secuela , Tokimeki Tonight: Sore kara, que retoma la historia después del tercer arco, donde Randze y la hija de Makabe, Aira, salvan al mundo de una crisis, y se centra en el personaje principal, Randze, que tiene unos 40 años. El manga comenzó a serializarse en la revista Cookie, a partir de la edición de julio de 2021.  

### Anime
Una adaptación al anime de 34 episodios, producida por Group TAC y Toho, se emitió en Japón del 7 de octubre de 1982 al 22 de septiembre de 1983 en Nippon TV . Desde que Group TAC cerró como estudio, Toho es el único propietario de los derechos de la serie.
Dado que la serie de anime terminó muchos años antes de que terminara el manga, el personal tuvo que idear su propio final. En el episodio final, se revela que Xiong tiene una marca de nacimiento en forma de estrella, lo que demuestra que él es el príncipe perdido hace mucho tiempo del mundo de los demonios. Sin embargo, Xiong lo niega y afirma que en realidad es un hematoma y no una marca de nacimiento. La puerta al Mundo Demonio está sellada y la familia Eto está exiliada hasta que encuentren al príncipe perdido. Un poco más tarde, la madre de Xiong descubre que la marca en forma de estrella es en realidad una marca de nacimiento. A la mañana siguiente, Xiong intenta decirle la verdad a Randza, pero Yoko lo interrumpe.

## Recepción
En 2021, la circulación del manga alcanzó los 30 millones de copias.
En Anime News Network, Justin Sevakis dijo que el anime es "una comedia de hace treinta años que todavía es divertida, con una ambientación que todavía es creíble e interesante, y una animación que todavía se puede ver".